# Luther Porter Jackson
Luther Porter Jackson (* 11. Juli 1892 in Lexington; † 20. April 1950 in Ettrick) war ein US-amerikanischer Historiker und Bürgerrechtler.

## Leben
Luther Porter Jackson war das neunte von elf oder zwölf Kindern des Milchbauern Edward William Jackson und dessen Frau, der Schullehrerin Delilah Culverson. Beide seiner Elternteile waren zuvor Sklaven gewesen. Er begann 1911 sein Studium an der Fisk University, wo er 1914 seinen Bachelor of Arts und 1916 seinen Master of Arts erhielt. Ab 1915 unterrichtete er an der Voorhees Industrial School und dem Topeka Industrial Institute, bevor er 1920 sein Studium am City College of New York und später am Teachers College der Columbia University fortsetzte und 1922 seinen zweiten Master erhielt. Daraufhin lehrte er als assistant professor am Virginia Normal and Industrial Institute Geschichte. Im selben Jahr heiratete er seine Kollegin Johnella Frazer, mit der er vier Kinder hatte. Jackson wurde 1925 associate professor, 1929 full professor und schließlich 1930 der Leiter des department of history am Virginia Normal and Industrial Institute. 1937 promovierte er an der University of Chicago.
Jacksons galt als einer der führenden Historiker der afroamerikanischen Minderheit in den USA. Seine historische Arbeit war dem Historiker Marvin T. Chiles zufolge in ihrer rigorosen Methodik – Er beschränkte sich in seiner Recherche nicht nur auf die Aufzeichnungen „großer Männer“, sondern analysierte auch u. a. Volkszählungen und Testamente, also aus der Perspektive der Unterschicht – stark von jener der „progressive historians“ wie Charles Beard beeinflusst. Wie viele zeitgenössische schwarze Historiker wandte er sich jedoch von der materialistischen Auffassung der progressive historians, dass die Geschichte der Vereinigten Staaten im Rahmen wirtschaftlicher Interessengruppen zu sehen sei, ab. Stattdessen vertraten er und Kollegen wie Carter G. Woodson, mit denen er eng zusammenarbeitete, die „Negro History“, die sich vor allem mit den sozialen, politischen und wirtschaftlichen Folgen der rassistischen Unterdrückung der Afroamerikaner auseinandersetzte. Durch ihre historische Arbeit wollten Jackson und seine Kollegen die Leistungen von Afroamerikanern zu Tage bringen und die Position widerlegen, dass Schwarze durch eine angebliche rassische Unterlegenheit die positive Weiterentwicklung der amerikanischen Gesellschaft behinderten und die Sklaverei zu ihrer Erziehung diente (vgl. The White Man’s Burden). Sie meinten, dass viel eher die Unterdrückung der Schwarzen, nicht die Schwarzen selber die amerikanische Gesellschaft zurückhalte. Mit diesen Thesen stellten sie sich gegen die damals weit verbreitete Dunning-Schule.
Jackson veröffentlichte Zeit seines Lebens neben einer Reihe an Artikeln, die fast alle im Journal of Negro History erschienen, fünf Bücher. Seine 1942 erschienene Dissertation Free Negro Labor and Property Holding in Virginia, 1830–1860 gilt als sein Hauptwerk. Die umfangreiche Studie schwarzer Landbesitzer in Virginia zeigte, dass diese Gruppe in den drei Jahrzehnten vor dem Amerikanischen Bürgerkrieg trotz ihrer Diskriminierung durch die rassistische Regierung wirtschaftlichen Erfolg hatte. Indem sie sich der weißen Oberschicht anpassten – Land aufkauften, nicht mehr Gleichberechtigung forderten und ihren Status als billige, aber freie Arbeitskräfte akzeptierten –, gelang es ihnen, ihrer rechtlich erforderlichen Vertreibung aus dem Bundesstaat zu entgehen. Damit stellte Jackson sowohl das damals weit verbreitete rassistische Stereotyp des faulen, dummen und verbrecherischen Freedman als auch die These, dass Schwarze glücklicher als Sklaven seien, in Frage. Seine ersten drei Bücher, The History of the Virginia State Teachers Association (1937), A Short History of the Gillfield Baptist Church of Petersburg Virginia (1941) und Virginia Negro Soldiers and Seamen in the Revolutionary War (1944), behandeln jeweils die Geschichte einer schwarzen Lehrervereinigung, einer schwarzen Kirche und die schwarzer Soldaten aus Virginia im Amerikanischen Unabhängigkeitskrieg. Mit Negro Office Holders in Virginia, 1865–1895 (1945) veröffentlichte er zudem eine Reihe an Kurzbiographien schwarzer Politiker in Virginia nach dem Bürgerkrieg. Letzteres galt unter Zeitgenossen trotz seines kommerziellen Erfolges als ein historisch wenig wertvolles Buch, welches das Leben und Wirken schwarzer Politiker nicht zu genüge analysiere. Dennoch wird es noch heute als ein Standardnachschlagewerk genutzt. Marvin T. Chiles lobt Jackson dafür, als einer der ersten Historiker die damals weit verbreitete rassistische Darstellung der Rolle schwarzer Politiker in der Reconstruction hinterfragt zu haben. Jackson habe mit diesem Buch auch die Fähigkeit schwarzer Wähler illustrieren wollen, gut informierte, bewusste Entscheidungen an der Wahlurne zu treffen.
Jackson setzte sich auch für die Bürgerrechte der Afroamerikaner ein, die oft durch die rassistische Gesetzgebung der Bundesstaaten diskriminiert wurden. Diese Diskriminierung musste Jackson am eigenen Leib erfahren: Seine weißen Kollegen verweigerten ihm und anderen schwarzen Historikern immer wieder die Publikation in angesehenen Fachzeitschriften. Er kritisierte insbesondere den Ausschluss vieler Afroamerikanischer vom Wahlrecht durch literacy tests und poll taxes. Um mehr Schwarzen die Teilnahme an Wahlen zu ermöglichen, gründete Jackson 1934 mit gleichgesinnten Aktivisten die Petersburg League of Negro Voters (ab 1941 die Virginia Voters League), der er bis zu seinem Tod vorstand. In ihrem Auftrag veröffentlichte er jährlich eine Studie zur Wahlbeteiligung von Schwarzen in Virginia, in der auch Anleitungen zum Wählen enthalten waren. Er unterstützte auch die Association for the Study of African American Life and History (ASNLH) und die National Association for the Advancement of Colored People (NAACP). Bald nahm er in den virginischen Zweigen beider Organisationen eine Führungsrolle ein. Außerdem schrieb er von 1942 bis 1948 die Kolumne Rights and Duties in a Democracy für das Norfolk Journal and Guide, in der er vor allem das uneingeschränkte Wahlrecht für die afroamerikanische Bevölkerung Virginias forderte und seine Leser aufforderte, aktiv für ihre Rechte einzutreten. Jackson war zudem Mitglied der Improved Benevolent and Protective Order of Elks of the World, der Petersburg Negro Business Association, der Virginia Teachers Association, der Southern School for Workers, der Southern Conference Education Fund, des Southern Regional Council, der Virginia World War II Historical Commission, und der Southern Conference for Human Welfare.
Jackson verstarb 1950 an einem Herzinfarkt.

## Werke
- The History of the Virginia State Teachers Association (1937)
- A Short History of the Gillfield Baptist Church of Petersburg Virginia (1941)
- Free Negro Labor and Property Holding in Virginia, 1830–1860 (1942)
- Virginia Negro Soldiers and Seamen in the Revolutionary War (1944)
- Negro Office Holders in Virginia, 1865–1895 (1945)